# Meriem Adjmi
Meriem Adjmi (12 de octubre de 1979) es una deportista argelina que compitió en judo. Ganó una medalla de bronce en el Campeonato Africano de Judo de 1998 en la categoría de –70 kg.

## Palmarés internacional
| Campeonato Africano | Campeonato Africano | Campeonato Africano | Campeonato Africano |
| Año                 | Lugar               | Medalla             | Categoría           |
| ------------------- | ------------------- | ------------------- | ------------------- |
| 1998                | Dakar (Senegal)     | Medalla de bronce   | –70 kg              |